# El Zulia (ort)
El Zulia är en ort i Colombia.   Den ligger i departementet Norte de Santander, i den norra delen av landet, 400 km norr om huvudstaden Bogotá. El Zulia ligger 207 meter över havet och antalet invånare är 13 521.
Terrängen runt El Zulia är platt åt sydost, men åt nordväst är den kuperad. Runt El Zulia är det tätbefolkat, med 442 invånare per kvadratkilometer. Närmaste större samhälle är Cúcuta, 11,1 km öster om El Zulia. Omgivningarna runt El Zulia är en mosaik av jordbruksmark och naturlig växtlighet.